# Pomnik Hipolita Cegielskiego w Poznaniu

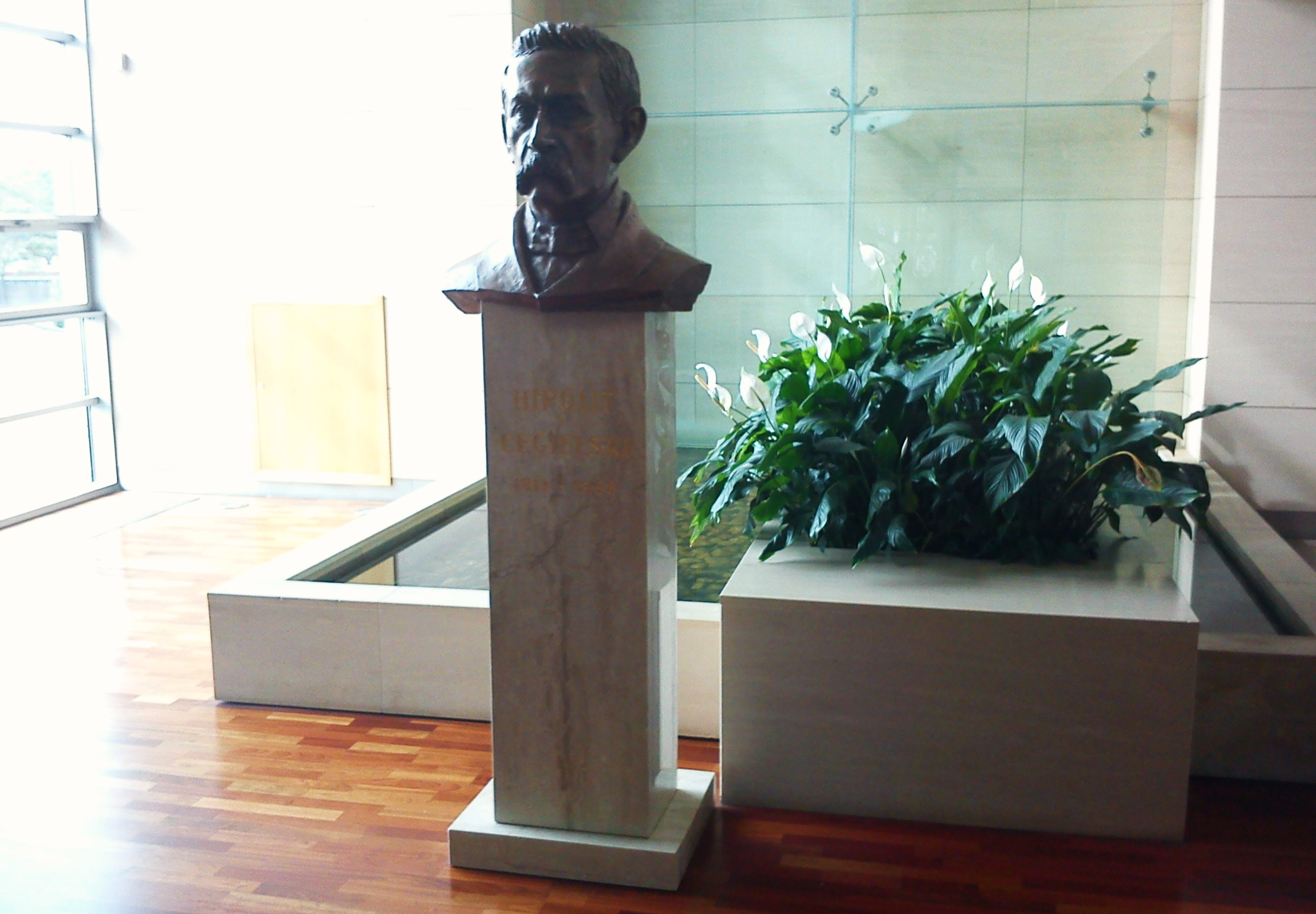
Pomnik w biurowcu Delta

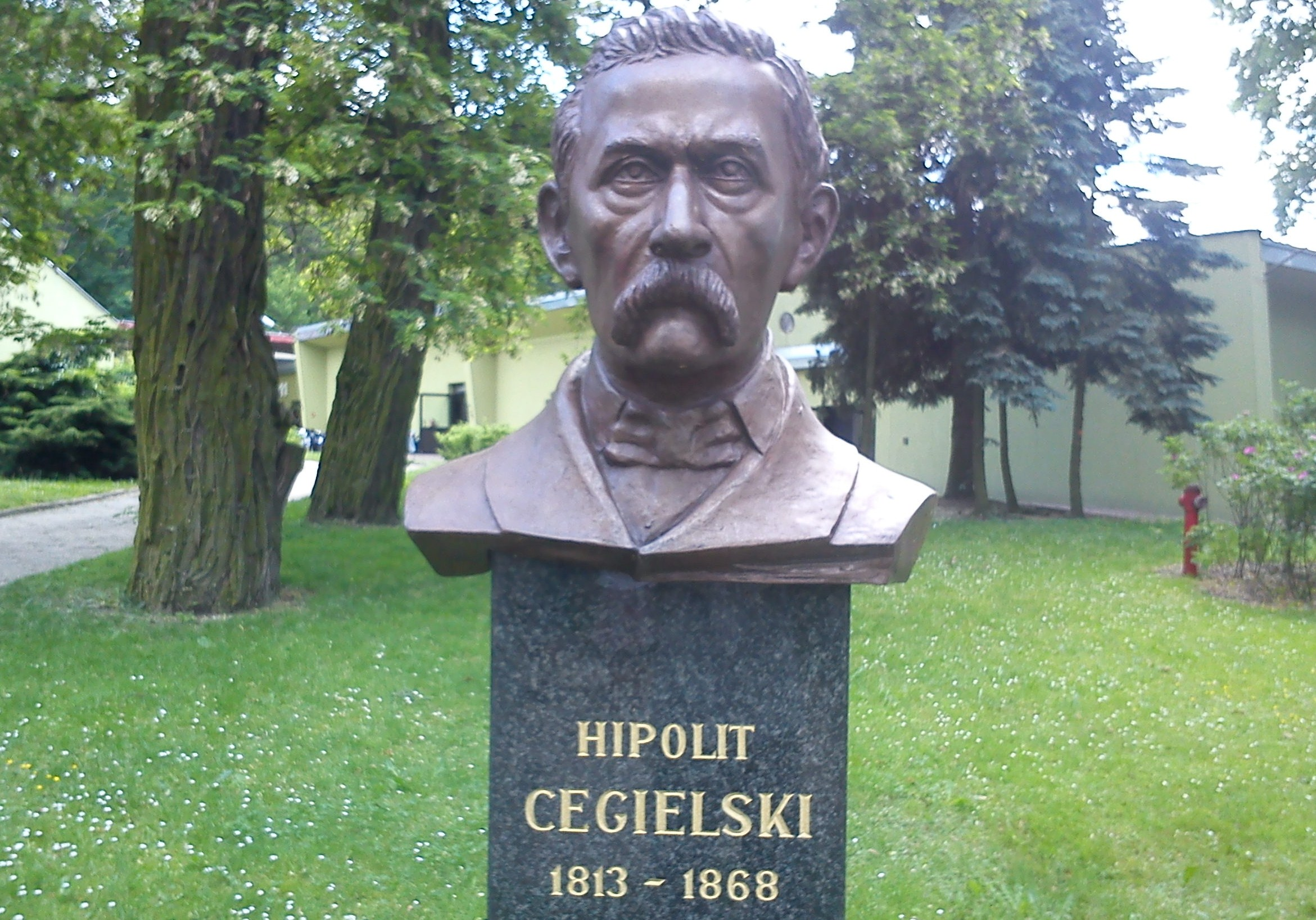
Pomnik w Muzeum Rolnictwa w Szreniawie

Pomnik Hipolita Cegielskiego – pomnik zlokalizowany w Poznaniu na narożniku ulic Święty Marcin i Podgórnej, przy placu Wiosny Ludów w centrum miasta.

## O pomniku
Zamysł wystawienia pomnika Cegielskiemu powstał już w dwudziestoleciu międzywojennym. Sanacyjne władze narzucone Poznaniowi zbierały silną krytykę prasową za opieszałość w tym zakresie. Również w PRL nie było przychylnego klimatu w tym względzie (HCP okresowo przemianowano na Zakłady Stalina).
Pomnik odsłonięto 19 września 2009 o godzinie 13.00 (wcześniej – 7 sierpnia 2009 – odbyło się uroczyste odsłonięcie cokołu). W uroczystości uczestniczyli Zofia Cegielska-Doerfer (prawnuczka Hipolita Cegielskiego), Tomasz Kayser (wiceprezydent Poznania), Eugeniusz Grzeszczak (minister), Tadeusz Zwiefka (europoseł), ksiądz prałat Jan Stanisławski i wielu mieszkańców miasta. Projektantem był poznański rzeźbiarz Krzysztof Jakubik. Odlew wykonał zakład Brązart Juliusza i Barbary Kwiecińskich z Pleszewa. Bardzo ozdobny jest także tubus z aktem erekcyjnym, wykonany przez K. Jakubika. Sam pomnik przedstawia Hipolita Cegielskiego opartego o maszynę parową.
Monument upamiętnia Hipolita Cegielskiego – przemysłowca i jednego z twórców polskiego, nowoczesnego patriotyzmu gospodarczego. Pierwsze jego zakłady mechaniczne znajdowały się przy pobliskiej ulicy Koziej, a następnie przy Strzeleckiej.

## Patronat i fundatorzy
Fundatorem obiektu było Towarzystwo im. Hipolita Cegielskiego z siedzibą w Poznaniu. Celem Towarzystwa jest m.in. utrwalanie w społeczeństwie etosu pracy organicznej. Honorowy patronat nad budową objął ówczesny wicepremier Waldemar Pawlak.
Komitet Honorowy składał się z następujących osób:
- Ryszard Grobelny – przewodniczący,
- Zofia Cegielska-Doerfer – wiceprzewodnicząca,
- Edmund Dudziński – sekretarz,
- członkowie:
- Marian Król – Prezydent Towarzystwa Hipolita Cegielskiego, były wojewoda poznański,
- Andrzej Kwilecki – profesor UAM,
- Rafał Wiatr – prezes zarządu HCP,
- Witold Schöneich – prezes HCP.

Głównym sponsorem budowy był Jan Kulczyk. Inni sponsorzy to m.in. biznesmen Andrzej Cichowski, prof. Henryk Mruk, czy prezydent Wrocławia – Rafał Dutkiewicz.

## Pomniki w biurowcu Delta i w Szreniawie
Drugi, skromniejszy, pomnik Hipolita Cegielskiego znajduje się w Poznaniu w holu wejściowym do biurowca Delta przy ul. Towarowej. Jest to tradycyjnie ujęte popiersie przemysłowca na wysokim cokole. Podobne w wyrazie popiersie stoi także w pobliżu Poznania – na terenie Muzeum Rolnictwa w Szreniawie.